# Need for Speed: Most Wanted 5-1-0
Need for Speed: Most Wanted 5-1-0 es un videojuego de carreras desarrollado por Team Fusion y publicado por Electronic Arts para PlayStation Portable. Es un spin-off de Need For Speed: Most Wanted de 2005.

## Jugabilidad
Need for Speed: Most Wanted 5-1-0 se centra principalmente en persecuciones policiales y carreras callejeras ilegales. El modo carrera se basa en una serie de desafíos que constan de más de 75 eventos. Al ganar carreras, el jugador podrá escalar en una tabla de clasificación con quince oponentes.
Es posible que el jugador verifique sus estadísticas de persecución y carrera en una opción de la central de estadísticas. Durante las carreras, también es posible utilizar el óxido nitroso y la ralentización de tiempo.
Sin embargo, a diferencia de los lanzamientos de las demás consolas y PC, este juego no cuenta con una trama o un modo de circulación libre.

### Modos de juego
- Carrera instantánea: El jugador puede seleccionar un evento de carrera aleatorio con configuraciones aleatorias.
- Carrera personalizada: Similar a la carrera rápida, el jugador puede crear carreras personalizadas.
- Fuga: El jugador pueden seleccionar una pista de carreras y conducir en ella. Después de aparecer en la carrera, los vehículos de la policía perseguirán al jugador. Vendrán más cuanto más tiempo corre el jugador. El objetivo de este modo es resistir a la policía el mayor tiempo posible.
- Atrapa al tuneador: Este modo permite al jugador jugar como un policía. Su tarea principal es acabar con tantos corredores callejeros como sea posible para ganar puntos y bonificaciones de tiempo.

### Modos de carrera
Además de para un jugador, el jugador también pueden crear juegos multijugador a través de Ad Hoc.
- Circuito
- Sprint
- Knockout
- Contrarreloj

### Policía
Durante una carrera, siempre se muestra una pantalla de nivel de presión. Cuanto mayor sea el nivel de persión, más vehículos policiales y tácticas se utilizarán contra el jugador.

## Vehículos
- Audi TT 3.2 quattro
- BMW M3 GTR (calle)
- BMW M3 GTR (carreras)
- Chevrolet Cobalt SS
- Chevrolet Corvette C6
- Ford GT
- Ford Mustang GT
- Lamborghini Gallardo
- Mazda Mazda3
- Mazda RX-8
- Mitsubishi Eclipse GT
- Mitsubishi Lancer Evolution VIII
- Porsche 911 Carrera 4S
- Porsche Carrera GT
- Subaru Impreza WRX STi (2004)
- Volkswagen Golf GTI (Mk5)

## Curiosidades
- 5-1-0 es un código de radio de la policía para un conductor imprudente.
- Al igual que Need For Speed: Underground Rivals, las versiones de Game Boy Advance y Nintendo DS no se titulan Need For Speed: Most Wanted 5-1-0, sino que son productos spin-off.